# (73158) 2002 GN138
2002 جي أن 138 (ويعرف أيضًا باسم (73158) 2002 جي أن 138 وفق تسمية الكوكب الصغير) (بالإنجليزية: 2002 GN138)‏ هو كويكب ضمن حزام الكويكبات؛ وترتيبه 73158 من حيث الاكتشاف.
اكتُشف هذا الجُرم الفلكي بواسطة تعقب الأجرام القريبة من الأرض في 12 أبريل 2002.

## وصلات خارجية
- (73158) 2002 GN138 في قاعدة بيانات مختبر الدفع النفاث لأجرام النظام الشمسي الصغيرة

- الاكتشاف · مخطط المدار ·  العناصر المدارية · المعلمات المادية

- (73158) 2002 GN138 على موقع ويكي سكاي: DSS2, SDSS, GALEX, IRAS, Hydrogen α, X-Ray, Astrophoto, Sky Map, Articles and images